# Schönberg (Rajna-vidék-Pfalz)
Schönberg település Németországban, Rajna-vidék-Pfalz tartományban. Lakosainak száma 232 fő (2023. december 31.). Schönberg Beuren községgel határos.

## Népesség
A település népességének változása:
| Lakosok száma | 242  | 225  | 224  | 225  | 238  | 232  |
|               | 1975 | 2017 | 2019 | 2021 | 2022 | 2023 |